# Jenő Hunyady
Jenő Hunyady (hongarès: Hunyady Jenő)  (Pest, 28 d'abril de 1838 - Budapest, 26 de desembre de 1889) va ser un matemàtic hongarès.

## Vida i Obra
Nascut i educat en una rica família (el seu pare era metge), Hunyadi va revelar el seu extraordinari talent matemàtic de ben menut. Durant la seva infància va viure les protestes revolucionaries de Pest del 1848.
Va estudiar matemàtiques a la Universitat Tecnològica de Pest i, després, va estar vuit anys estudiant a fora: a les universitats de Viena, Berlín i Göttingen. En aquest última va presentar la seva tesi doctoral el 1864 sobre la teoria de les corbes algebraiques. A Berlín va ser fortament influenciat per les classes d'Ernst Kummer i Leopold Kronecker.
En retornar a la seva ciutat va obtenir un lloc docent a la Universitat Tecnològica de Budapest, on va coincidir amb Ágoston Scholtz, i va ser escollit membre de l'Acadèmia Hongaresa de les Ciències.
Les seves aportacions matemàtiques més importants van ser sobre geometria i determinants.